# CR.714 (航空機)
CR.714は、フランスのコードロン社によって開発され、第二次世界大戦で使用された戦闘機である。木製で軽快な機体であったが、当時の主力戦闘機のMS.406、D.520の影に隠れて少数が使用されたに留まった。

## 概要
1936年に最高速度550 km/hを記録した速度競技機C.561を原型として開発された戦闘機CR.710、CR.713を、さらに発展させたのがCR.714である。試作機は1938年9月に初飛行し、飛行試験の結果200機の発注をうけることになった。
CR.714は木製で、製作の容易な機体であった。元レーサー機だけに細身の華奢な機体に、450 馬力という低出力エンジンを搭載していた割には速度・上昇限度などは優れていたが、当時生産中だった他の戦闘機（MS406、D.520）よりは、明らかに性能的に見劣りした。それにも関わらず本機が発注を受けた理由には、本機が他の戦闘機や爆撃機の生産を妨げないルノー製エンジンを搭載していたことと、生産が容易な為少しでも早く戦闘機の数を揃えたいフランス空軍の意向に合ったことがあげられる。
1939年6月から生産機の引渡しが開始されたが、性能的に見劣りし作戦上の要件に合致しないという理由で発注数は80機程度に減らされてしまった。そして、初期納入分50機はフィンランドへの援助機として輸送されたが、6機しか到着しなかった。残りの生産機は、フランスに亡命してきたポーランド人で編成された部隊GC1/145で利用され、リヨンの防空任務に就いた。
総生産機数は100機弱である。

## スペック
- 全長：8.53 m
- 全幅：8.87 m
- 全高：2.87 m
- 全備重量：1,748 kg
- エンジン：ルノー12R（英語版）O-3 空冷V型12気筒 450 hp
- 最大速度：487 km/h
- 上限高度：9,100 m
- 航続距離：900 km
- 武装
  - MAC 1934（英語版）7.5mm機銃×4
- 乗員：1名